# アフヴァース油田
アフヴァース油田（アフヴァースゆでん、英語: Ahvaz Field、ペルシア語: میدان نفتی اهواز）とは、イラン共和国南西部フーゼスターン州に位置する同国最大規模の油田である。
油田は1953年に発見され、原油の生産は1954年より開始された。アフヴァース油田はイラン共和国最大規模の油田であるだけでなく、世界でも最大規模の油田の一つである。アフヴァース油田に埋蔵されている原油及び天然ガスの資源量は膨大であるとされ、推定される原油の埋蔵量は655億バレル（おおよそ89.4億ｔ）であり、推定されるガスの埋蔵量は3100億立方フィート（11兆立方メートル）である。原油の推定埋蔵量はイランでの原油の推定埋蔵量のおおよそ23%にあたる。現在では、1日あたり75万バレル（3700万ｔ）の石油が生産されており、イラン共和国での石油産業の中心の一つでもある。

## 歴史
油田は1953年に発見された。現在の生産量よりも少ない1日あたり平均3万5千バレルの原油の生産が翌年の1954年より始まり、アフヴァース油田での石油生産が開始された。現在までに600以上の油井が開発されている。アフヴァース油田では、原油の生産のために1953年から1969年の間に5つの生産施設が建設された。1999年時点では、1日あたり80万バレルの原油が生産されている。天然ガスについては、1日あたり1300万立方メートル（4500億立方フィート）が生産されている。アフヴァース油田での原油の生産は以前よりも減少しているのに対し、イラン共和国で最大の油田の一つとして同国の石油産業を大きく支えている。

## 地質
イラン南西部にはペルシア湾を中心に海底油田も多いが、アフヴァース油田は内陸部に位置する油田である。アフヴァース油田で採掘される原油は白亜紀からジュラ紀の間に、漸新世から中新世との間に形成されたと考えられる。原油はザクロス山脈での逆断層の地下から地表への上方に向かったシフトをともなう地質運動によって続き、原油の生産が可能な領域は長さ67km（42マイル）並びに幅6km（3.7マイル）に分布する。地表からおおよそ 2,400m（7900フィート）程の地下に原油は堆積しており、原油の生産は比較的に容易であるとされる。アフヴァース油田の開発にあたっては、掘削された層によって地質構造が異なっていることが考慮されている。Agha Jari層は茶色から灰色の石灰質砂岩、石膏及び赤いシルト岩が貫入した赤い泥灰土から形成される。Gachsaran層は硬石膏、赤い泥灰土、少しの石灰石から形成される。Asmari層は炭酸塩を含み、少しの頁岩と関係する砂岩質の面がある。Sarvak層はクリーム色から茶色の石灰石及び頁岩を含む。これらの地質構造に基づいて、原油生産のための掘削が計画されている。